# Jagdfieber: Jetzt wird’s wild!
Jagdfieber: Jetzt wird’s wild! ist eine Kinder-Zeichentrickserie, die auf dem Jagdfieber-Franchise basiert. Sie wird ab 2023 von der 9 Story Media Group produziert.

## Handlung
Boog, Elliot und seine Tierfreunde begeben sich auf ein Abenteuer, um in einem verlassenen Sommercamp eine neue Welt zu erschaffen. Dabei treffen sie auf den Affen Kiki, den Dackel Herr Wiener, die Elchkuh Giselle, den Hirsch Ian, das Stinktier Karla und McSquizzy. Diese erleben zusammen schräge Abenteuer im Camp. 

## Produktion und Veröffentlichung
Die kanadische 9 Story Media Group kündigte die Serie im August 2023 an. Sie wurde von 9 Story produziert und in deren Studio Brown Bag Films Toronto animiert. Die Regie übernahmen Mark Thornton und Todd Kauffman, Alan Keane fungierte als Executive Story Editor. Die Serie wurde in Partnerschaft mit Sony Pictures Animation hergestellt und richtet sich an Kinder.
Die Erstausstrahlung der Serie erfolgte am 3. November 2023 auf dem Family Channel in Kanada. Die Deutschlandpremiere fand am 5. Februar 2024 auf dem Disney Channel statt.

## Synchronisation
| Charakter   | Deutsche Sprecher        |
| ----------- | ------------------------ |
| Boog        | Karlo Hackenberger       |
| Elliot      | Robin Kahnmeyer          |
| Kiki        | Yvonne Gretizke          |
| Giselle     | Dascha Lehmann           |
| Herr Wiener | Christian Gaul           |
| Karla       | Heike Schroetter         |
| Ian         | Engelbert von Nordhausen |